# Spathodus marlieri
Spathodus marlieri es una especie de peces de la familia Cichlidae en el orden de los Perciformes.

## Morfología
Los machos pueden llegar alcanzar los 10 cm de longitud total.

## Alimentación
Come microorganismos.

## Hábitat
Es una especie de clima tropical entre 25 °C-27 °C de temperatura.

## Distribución geográfica
Se encuentran en África: norte del lago Tanganika.